# Cotta incongruaria
Cotta incongruaria är en fjärilsart som beskrevs av Walker 1860. Cotta incongruaria ingår i släktet Cotta och familjen mätare. Inga underarter finns listade i Catalogue of Life.